# Варнакуласурия, Буддхика
Буддхика Варнакуласурия (синг. Buddhika Warnakulasuriya, род. 9 марта 1983) — шри-ланкийский шоссейный велогонщик.

## Карьера
Буддика Варнакуласурия заявил о себе на национальном уровне в начале сезона 2011 года, когда выиграл Guwan Hamuda Papedi Savarjia, опередив на финише своего товарища по команде Динеша Дханушка. В начале февраля он выиграл третий этап и спринтерскую классификацию Deyata Kirula Cycle Tour, ещё одной шри-ланкийской многодневной велогонки проходившей в провинции Ува.
В 2014 году он вошёл в команду Шри-Ланки для участия в Играх Содружества, которые проходили в Глазго. При подготовке к Играм  незадолго до их начала он был арестован шотландской полицией вместе с тремя своими товарищами по сборной, когда они все четверо незаконно тренировался на велосипедах на британской автостраде M74, к изумлению автомобилистов. В том же году он стал двукратным чемпионом Шри-Ланки в индивидуальной и групповой гонках.
В апреле 2017 года он занял седьмое место и стал лучшим гонщиком из Шри-Ланки на многодневной гонке Шри-Ланка Ти-Кап, в которой принимали участие и иностранные велогонщики. В начале 2019 года он выиграл Standard Cycle Race, а затем Air Force Cycle Race.

## Достижения
2011
Guwan Hamuda Papedi Savarji
3-й этап Deyata Kirula Cycle Tour
2012
Presidential "Padawi Prapthiya" Commemoration Cycle Race
2014
 Чемпион Шри-Ланки — групповая гонка
 Чемпион Шри-Ланки — индивидуальная гонка
Air Force Cycle Tour
2015
3-й на Чемпионате Шри-Ланки — индивидуальная гонка
2018
3-й на Чемпионате Шри-Ланки — индивидуальная гонка
2019
Standard Cycle Race
Air Force Cycle Race